# Tura nigromaculata
Tura nigromaculata är en kräftdjursart som beskrevs av Schmoelzer 1974. Tura nigromaculata ingår i släktet Tura och familjen Porcellionidae. Inga underarter finns listade i Catalogue of Life.